# Časovnica ruske invazije na Ukrajino (2022)
Ta časovnica je dinamičen in tekoč seznam in kot tak morda nikoli ne bo izpolnjeval meril popolnosti. Poleg tega upoštevajte, da je nekatere dogodke mogoče v celoti razumeti ter jih odkriti le retrospektivno.

## Ozadje
Rusija je 24. februarja začela obsežno invazijo na Ukrajino, kar je pomenilo veliko prelomnico v rusko-ukrajinski vojni, ki je v teku. Pred kampanjo so se od začetka leta 2021 ob ukrajinski meji dolgotrajno krepile ruske vojaške enote, krepitvam pa so sledile tudi številne ruske zahteve po varnostnih ukrepih in zakonskih prepovedih o ukrajinskem vstopu v Nato.

## Februar 2022

### 24. februar
24. februarja ob 03:00 UTC (06:00 po moskovskem času, UTC+3) je ruski predsednik Vladimir Putin v vnaprej posneti televizijski oddaji sporočil, da je ukazal »posebno vojaško operacijo« v vzhodni Ukrajini; nekaj minut pozneje je prišlo do raketnih napadov na desetine mest po vsej državi, vključno z ukrajinsko prestolnico, Kijevom. Ukrajinska mejna straža je kmalu zatem izjavila, da sta bili napadeni njeni mejni postojanki na meji z Rusijo in Belorusijo. Ukrajinski predsednik Volodimir Zelenski je okoli 03:00 UTC (05:00 po moskovskem času, UTC+3) razglasil vojno stanje.
Ob 03:35 (UTC+2) naj bi ruske sile obkolile mesto Konotop in ga oblegale. Kljub poskusom ruskih sil, da bi zavzele Konotop, je mesto zdržalo in ruske sile so bile odbite.
Okoli 16.00 (UTC+2) so ruske helikopterske čete zavzele letališče Antonov, vendar je kasnejša ukrajinska protiofenziva uspešno ponovno zavzela letališče in uničila ruske zračno-desantne sile.
Okoli 17:00 UTC (20:00 po moskovskem času, UTC+3) so ruske sile zavzele jedrsko elektrarno Černobil in zapuščeno mesto Pripjat.
Ob 22:00 (01:00 po moskovskem času, UTC+3) je služba državne mejne straže Ukrajine sporočila, da so ruske sile po pomorskem in zračnem obstreljevanju v Črnem morju zavzele Kačji otok.
17 civilistov je bilo potrjeno ubitih, od tega 13 v južni Ukrajini, trije v Mariupolu in eden v Harkovu. Med napadi naj bi umrlo najmanj 40 ukrajinskih vojakov.
Rusija je poročala, da sta bili bombardirani dve civilni ladji, zaradi česar je umrlo več ljudi na krovu.
Predsednik Združenih držav Amerike Joe Biden je v svojem drugem nagovoru o vojni napovedal popolno zamrznitev sredstev več ruskih bank v ZDA (vključno s Sberbank in VTB, največjo oziroma drugo največjo rusko banko). Sankcij proti Putinu samem ni napovedal, niti ni napovedal ruske izključitve iz svetovne bančne borze SWIFT. Predsednik Vladimir Zelenski je sporočil, da je na ta dan bilo 137 mrtvih in 316 ranjenih.

### 25. februar
Najkasneje ob 01:24 (UTC+2) je ukrajinski predsednik Volodimir Zelenski ukazal devetdesetdnevno popolno mobilizacijo ukrajinske vojske. Izdal je tudi prepoved, ki vsem ukrajinskim moškim, starim od 18 do 60 let, prepoveduje zapustiti državo.
Ob 03:27 (UTC+2) sta se kapitan in desetnik ruske 11. gardijske jurišne zračno-jurišne brigade in izvidniški vod 74. motorizirane strelske brigade pri Černigovu predala oboroženim silam Ukrajine.
Ob 05:14 (UTC+2) je ruska raketa zadela ukrajinsko mejno postojanko v vasi Primorski Posad v Priazovskem rajonu v Zaporiški oblasti. Poročali so o tudi ukrajinskih žrtvah.
Ob 05.40 (UTC+2) se je ruska vojaška kolona začela premikati čez Sumski okraj. Neposredno pred Oktirko so se ob 07:30 (UTC+3) začeli tudi spopadi.
Ob 6.25 (UTC+2) je bil zaradi obstreljevanja ruske vojske prekinjen plinovod v Starobilsku.
Ob 06.46 (UTC+2) je mednarodno letališče Rivne v Rivneh zadela ruska raketa in povzročila manjšo škodo.
Ob 06.47 (UTC+2) je enota ukrajinske vojske detonirala most v Ivankivu pri Kijevu in tako ustavila napredovanje ruske tankovske kolone. Poleg tega so bile opažene skupine ruskih vojakov, ki so korakali skozi vasi Katjužanka in Dimer, obe prav tako v Kijevski oblasti. 
Ob 08:15 (UTC+2) je ruska vojska dosegla Herson.
Ob 08.34 (UTC+2) je ukrajinska vojska odbila napad ruske vojske na Černigov in zasegla rusko opremo in dokumente.
Ob 08:43 (UTC+2) je ruska vojska deblokirala Severnokrimski kanal in tako obnovila oskrbo Krima z vodo, ki je bila izgubljena leta 2014 po ruski priključitvi Krima.
Ob 09.01 (UTC+2) je ukrajinska vojska v Starobilsku premagala kolono ruskih vojakov, ki se je kasneje umaknila.
Ob 10.30 (UTC+2) so ruske sile vstopile v Melitopol. Mesto je bilo obstreljevano in sledili so ulični boji. Vodstvo Melitopola se je kasneje tekom dneva predalo in mesto je prešlo pod ruski nadzor.
Ob 14.25 (UTC+2) je rusko obrambno ministrstvo sporočilo, da so ruske sile obkolile in blokirale mesto Černigov. Britansko obrambno ministrstvo je trdilo, da ruske sile niso uspele zavzeti Černigova in so namesto tega ubrale drugo pot proti Kijevu.
Okrog petkovega jutra je ukrajinski zunanji minister Dmitro Kuleba poročal, da so ruske sile napadle vrtec in sirotišnico v Sumski oblasti. V izjavi na Twitterju je izjavil, da so »današnji ruski napadi na vrtec in sirotišnico vojni zločin in kršitev Rimskega statuta. Skupaj z generalnim tožilstvom zbiramo ta in druga dejstva, ki jih bomo nemudoma poslali v Haag.«
Do sredine jutra so ruske čete in oklepniki dosegli severno okrožje Kijeva, nato pa je ukrajinska vlada pozvala svoje državljane, naj pripravijo molotovke. Poročali so o številnih eksplozijah, ki so budile prebivalce. Skupina Londonske borze je začasno prekinila trgovalne privilegije VTB Bank. Med Ukrajinci  je postala priljubljena kriptovaluta Tether, saj je Centralna banka Ukrajine denarno trgovanje po četrtkovi razglasitvi vojnega stanja namreč prekinila.
Ukrajinci so zbombardirali rusko letalsko bazo v Milerovu, kar je povzročilo uničenje več letal ruskih letalskih sil.

### 26. februar
Ob 00:00 UTC so poročali o hudih bojih južno od Kijeva, blizu mesta Vasilkiv. Ukrajinski generalštab je trdil, da je ukrajinski lovec Su-27 blizu Vasilkiva sestrelil rusko transportno letalo Il-76 s padalci. Drugo rusko vojaško transportno letalo (prav tako Iljušin Il-76) je bilo, po poročanjih dveh ameriških opazovalcev razmer, sestreljeno blizu Bile Cerkve, 85 kilometrov južno od Kijeva. Zaenkrat ni bilo objavljenih nobenih dokazov, ki bi potrdili kateri koli od dogodkov.